# Hypothyris poemne
Hypothyris poemne är en fjärilsart som beskrevs av D'almeida 1939. Hypothyris poemne ingår i släktet Hypothyris och familjen praktfjärilar. Inga underarter finns listade i Catalogue of Life.